# WrestleMania XII
WrestleMania XII — двенадцатая по счёту WrestleMania, PPV-шоу производства американского рестлинг-промоушна World Wrestling Federation (WWF, ныне WWE). Шоу прошло 31 марта 1996 года на арене «Эрроухед Понд оф Анахайм» в Анахайме, Калифорния, США.
В главном событии Брет Харт проиграл титул чемпиона WWF Шону Майклзу в первом в истории компании телевизионном матче «Железный человек», длившемся более 60 минут. В своем возвращении в компанию после четырехлетнего перерыва Последний воин победил Хантера Хёрст Хелмсли.

## Результаты
| №                                                                                                  | Результаты | Условия | Время   |
| -------------------------------------------------------------------------------------------------- | --- | --- | ------- |
| 1F                                                                                                 | «Бодидонны» (Скип и Зип) (с Санни) победили «Годвиннов» (Генри О. Годвинн и Финеас И. Годвинн) (с Хиллбилли Джимом)                 | Командный матч за вакантные титулы командных чемпионов WWF                                                    | 5:22    |
| 2F                                                                                                 | Хакстер против Начо Мэном, без результата                                                                                           | Одиночный матч, специальный рефери — Миллиардер Тед                                                           | —       |
| 3                                                                                                  | Британский бульдог, Оуэн Харт и Вейдер (с Джимом Корнеттом) победили Ахмеда Джонсона, Джейка Робертса и Ёкодзуну (с Мистером Фудзи) | Командный матч шести человек, в случае победы команды Ёкодзуны он получит 5 минут на ринге с Джимом Корнеттом | 13:08   |
| 4                                                                                                  | Родди Пайпер победил Голдаста (с Марленой)                                                                                          | Драка в голливудском закулисье                                                                                | 16:47   |
| 5                                                                                                  | Стив Остин (с Тедом Дибиаси) победил Савио Вегу                                                                                     | Одиночный матч                                                                                                | 10:05   |
| 6                                                                                                  | Последний воин победил Хантера Хёрст Хелмсли (с Сейбл)                                                                              | Одиночный матч                                                                                                | 1:39    |
| 7                                                                                                  | Гробовщик (с Полом Берером) победил Дизеля                                                                                          | Одиночный матч                                                                                                | 16:46   |
| 8                                                                                                  | Шон Майклз (с Хосе Лотарио) победил Брета Харта (c) , 1-0 мгновенная смерть в овертайме                                             | 60-минутный матч «Железный человек» за титул чемпиона WWF                                                     | 1:01:56 |
| - (ч) – чемпион на начало матча - F – указывает, что матч транслировался перед шоу на Free for All | | |         |